# Gilbert Sheldon (ärkebiskop)
Gilbert Sheldon, född den 19 juli 1598, död den 9 november 1677, var en engelsk ärkebiskop.
Efter studier vid Trinity College, Oxford prästvigdes han 1622 och utnämndes till kaplan hos lord Coventry (1578-1640). 1638 tillhörde han en kommission som visiterade Merton College, Oxford. 
1660 blev han biskop av London och 1663 ärkebiskop av Canterbury. Han var djupt engagerad i förhållandena vid Oxfords universitet, där han blev kansler 1667, som efterträdare till Clarendon (1609-1674). Han var en av huvudsponsorerna till Sheldonian Theatre, som bär hans namn.